# Francisco de Segurola
Francisco de Segurola y Olidén (Azpeitia, Guipúzcoa, España, 14 de marzo de 1735-Buenos Aires, Virreinato del Río de la Plata, 28 de setiembre de 1790) fue un armador y navegante vasco que se avecindó en Buenos Aires circa 1770 dedicándose al comercio.

## Biografía

### Familia
Bautizado el 14 de marzo de 1735 en el País Vasco español, en la villa de Azpeitia, provincia de Guipúzcoa. Fueron sus padres María Clara de Olidén y Egaña y Rafael Ignacio de Segurola y Zelayarán.

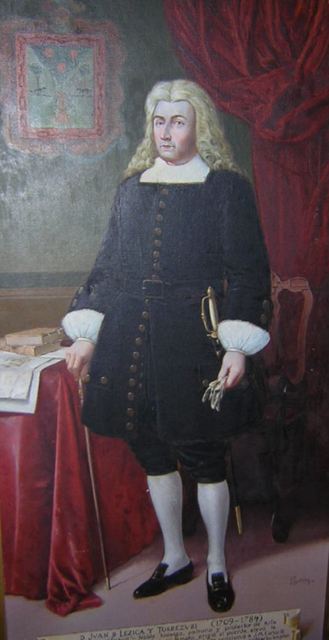
El Alférez Real Don Juan de Lezica, suegro de Francisco de Segurola.

Contrajo matrimonio el 24 de marzo de 1771 en Buenos Aires, en la capilla episcopal del Obispo de la Torre, con María Josefa Bernarda de Lezica y Alquiza (Buenos Aires, 1752-1803), hija de Elena de Alquiza y Peñaranda y de Juan de Lezica y Torrezuri. Fueron testigos José Pablo Ruíz de Gaona y su esposa Maria Elena Lezica. La dote fue de $30.000 y $3.000 en arras. Francisco dejó un patrimonio de $395.000. A cada hijo sobreviviente le correspondió $18.000 y su esposa dejó a cada hijo $10.000.
Padres de Benita, casada con Antonio de Goicolea; Saturnino, sacerdote; Cruz, casada con Manuel Ortiz Basualdo; Leocadia, casada con Juan Bautista de Elorriaga; Eusebia, casada con Antonio de Irigoyen; Antonia; Romualdo, casado con Romualda Gregorio de Las Heras, hermana del general Las Heras; Francisca; Felipe; Jacinta; Dolores, casada con Francisco Antonio de Letamendi; Dorotea; Francisco y Serapia, casada con Francisco de Echeverría.
Fue hermano del brigadier Sebastián de Segurola y Olidén.

### El marino
Se matriculó en 1754. En 1758 fue maestre del navío "San Pedro" alias "El Prudente y de San Ignacio de Loyola" que pasó a Buenos Aires desde España.
En 1761 fue maestre del navío "San Ignacio" que volvió a España desde Buenos Aires y Montevideo.
En 1764 fue maestre de la fragata "San José" que pasó a Cartagena desde España.
En 1765 fue capitán y maestre del navío "San José" alias "El Valiente Cántabro" que volvió a España desde Cartagena.
En 1767 se construye una base naval en San Blas de Nayarit, en la Costa Pacífica de Méjico, con el fin de aprovisionar las colonias y lanzar desde allí nuevas exploraciones. El primer administrador de la región fue Juan de Urrengoechea y Arrinda. Francisco de Segurola fue uno de los tres constructores en jefe de navíos, junto con los también vascos Pedro de Yzaguirre y Manuel de Bastarrechea. San Blas fue la más importante base marítima del Pacífico Norte entre 1767 y 1797.
En 1772 fue maestre del navío "La Concepción" que volvió a España desde Buenos Aires y Montevideo.

### Vecino, comerciante y cabildante de Buenos Aires
En julio de 1773, solicita en Cádiz licencia de pasajero a Indias para pasar al puerto de Buenos Aires en el navío "La Limeña", cuyo maestre era Carlos García de Perea. Figura como mercader, vecino de Buenos Aires. Traía mercadería por valor superior a los trescientos mil maravedíes de plata permitidos por ley, por lo que debió hacer información sumaria con tres testigos que dieron fe que era vecino de Buenos Aires desde varios años atrás, y que estaba casado con María Josefa Bernarda de Lezica.
Fue además regidor y alcalde en el Cabildo de Buenos Aires, ciudad en la que falleció el 28 de setiembre de 1790.